# Ожегіно
Оже́гіно (рос. Ожегино) — присілок у складі Афанасьєвського району Кіровської області, Росія. Входить до складу Ічетовкінського сільського поселення.
Населення становить 50 осіб (2010, 41 у 2002).
Національний склад станом на 2002 рік — росіяни 98 %.